# Impeachment

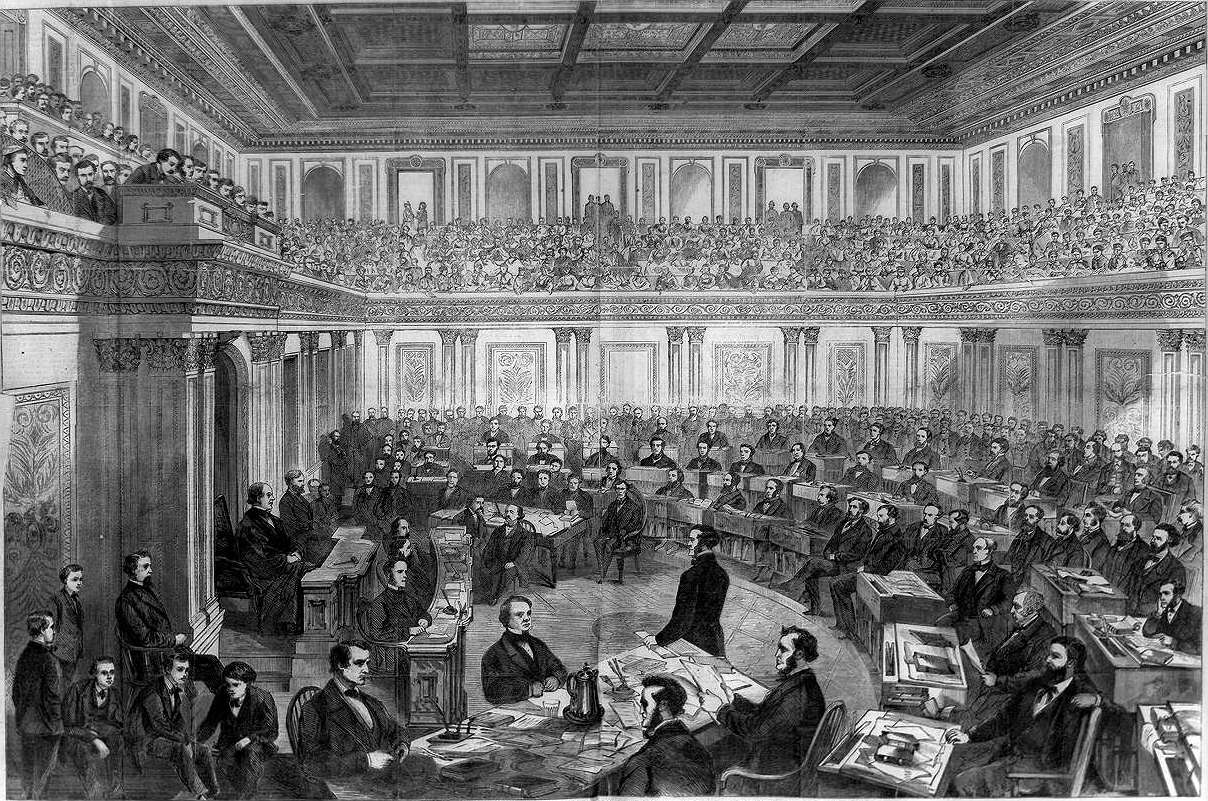
Illustrazione risalente al 1868 sull'impeachment dell'allora presidente statunitense Andrew Johnson

L'impeachment (termine dalla lingua inglese in italiano traducibile come messa in stato di accusa), o impetizione, è un istituto giuridico, presente in diversi Stati del mondo, col quale si prevede il rinvio a giudizio di titolari di cariche pubbliche qualora si ritenga che abbiano commesso determinati illeciti nell'esercizio delle loro funzioni.

## Etimologia
Il termine deriva dall'antico francese empeechier («impedire»), a sua volta dal latino impedicare, e si incrocia nel medioevo con il verbo latino impetere («accusare») acquistandone il significato.

## Storia
L'impeachment è un antico istituto della common law, sviluppatosi dapprima in Inghilterra in un arco di tempo che va dal 1376, anno in cui il Parlamento inglese mise in stato d'accusa alcuni ministri di Edoardo III e la sua amante Alice Perrers per corruzione e incapacità, al XVIII secolo, quando è evoluto nella responsabilità ministeriale del gabinetto del Re: a loro volta i ministri, in ragione del rischio derivante dall'esercizio della sovranità parlamentare nei loro confronti, si sono legati alla Camera dei comuni mediante il nesso fiduciario proprio del modello Westminster.
Nel Regno Unito, l'impeachment era una procedura in base alla quale un membro della Camera dei Comuni poteva accusare qualcuno di un crimine. Se i membri della Camera dei Comuni avessero votato per l'impeachment, si sarebbe tenuto un processo nella Camera dei Lord. A differenza di un atto di legge (una legge che dichiara cioè qualcuno colpevole di un crimine), gli impeachment non richiedevano l'assenso reale, quindi potevano essere usati per destituire i fastidiosi ufficiali della Corona nonostante la protezione del monarca.
Il regnante, tuttavia, era ritenuto al di sopra della legge e non poteva essere messo sotto accusa, né addirittura giudicato colpevole di alcun crimine. Quando nel 1649 il re Carlo I fu processato dinanzi al Rump Parliament espresso dal New Model Army, negò che avessero il diritto di incriminare legalmente lui, che era il loro re, il cui potere era stato dato da Dio e dalle leggi del Paese, dicendo: "Nessun potere terreno può giustamente chiamare me (che sono il vostro Re) delinquente in un processo… nessun dotto avvocato affermerà che un impeachment può mentire contro il Re." Mentre la Camera dei Comuni lo dichiarò colpevole e ordinò comunque la sua esecuzione, il procedimento influenzò il seguito dell'evoluzione del relativo istituto giuridico.
Nella versione di memento "ai cittadini che il loro presidente è umano e può sbagliare come ogni altro cittadino" è stato poi previsto e disciplinato dai padri costituenti degli Stati Uniti d'America nella Costituzione di Filadelfia del 1787.
Al vertice dei problemi di giustizia politica, il diritto comparato degli Stati democratici sul punto "può, infine, essere sintetizzato in tre congegni di garanzia della giusta tranquillità (ma fino ad un certo punto!) di chi è investito di potere: autorizzazione a procedere, per i governanti spagnoli da parte degli organi parlamentari con possibilità di ricorso al Tribunale costituzionale; organismo istruttorio formato da altissimi magistrati per i governanti francesi prima del deferimento all’Alta Corte; impeachment per il Presidente degli Stati Uniti e, con qualche adattamento, in Francia a seguito della revisione costituzionale del 2007".

## Sinossi dell'istituto

### Soggetti coinvolti
Nell'ordinamento giuridico statunitense, soggetti passivi dell'impeachment (sottoposti al procedimento) sono i componenti del potere esecutivo, dal presidente al vicepresidente fino ai funzionari delle amministrazioni statali, e i giudici intesi come membri delle giurisdizioni federali.
Negli Stati Uniti d'America, soggetti attivi dell'impeachment (promotori del procedimento) sono la Camera dei Rappresentanti, investita della funzione di discutere i presupposti dell'accusa ed eventualmente elevarla (con voto a maggioranza semplice dei presenti), e il Senato investito del ruolo di giudice (con voto a maggioranza dei due terzi dei presenti). Se a esservi sottoposto è il presidente degli Stati Uniti presiederà il Senato il Presidente della Corte suprema.

### Gli illeciti sanzionabili
Il problema principale dell'impeachment è la definizione degli illeciti; la costituzione statunitense tratta infatti di tradimento (treason), corruzione (bribery) e di altri gravi crimini e misfatti (high crimes and misdemeanours). Proprio su questi ultimi termini sono nate le controversie maggiori; mentre i primi sono facilmente definibili, high crimes and misdemeanours è un'espressione molto vaga e generica; perciò il dibattito negli Stati Uniti, sia all'interno della classe politica sia fra i giuristi, è sempre ruotato attorno a due visioni dell'impeachment: quella restrittiva e quella estensiva.
Secondo la prima, il soggetto passivo può essere condannato solo se il fatto o comportamento è inquadrabile in un illecito previsto da qualche norma, magari non scritta ma esistente (il diritto anglosassone non si basa unicamente sulle leggi scritte). Per la seconda invece i comportamenti sanzionabili corrispondono a un alto potere di sindacato del parlamento, che può colpire un membro dell'esecutivo anche per un abuso di potere, sebbene questo non sia esattamente definito da una norma giuridica. L'impeachment così diventa una valvola di sicurezza per garantire la democrazia e la divisione dei poteri e da un ambito prettamente giuridico, penalistico, sconfina nelle complesse problematiche della responsabilità politica dell'esecutivo.
Quando negli Stati Uniti si è fatto ricorso all'impeachment, solitamente l'accusa ha fatto leva sulla concezione estensiva, mentre la difesa degli accusati si è appoggiata alla concezione restrittiva.

### Sanzioni
Le sanzioni contemplate sono la rimozione o destituzione dalla carica (removal from office) e l'interdizione dai pubblici uffici (disqualification). È ormai accettato nella giurisprudenza e nella letteratura giuridica statunitense che il soggetto passivo può essere sottoposto parallelamente a procedimento della giustizia ordinaria, anche in contemporanea a quello dell'impeachment.

## Nel mondo

### Regno Unito
Nel Regno Unito oggi le corti ordinarie hanno giurisdizione penale con riguardo ai reati, anche gravi, commessi dalle alte cariche dello Stato; si è inoltre diffusa la tendenza per ministri, rei di aver affermato falsità dinanzi al Parlamento, di rassegnare le proprie dimissioni, nonché quella di indurre un voto di sfiducia al governo per tentare di deporre il governo e indire così nuove elezioni. Eppure l'istituto, ormai caduto in disuso, «non è mai stato formalmente abolito. Ciò è stato confermato dagli studi commissionati dalla House of Commons nel 2004, quando il deputato Adam Price e dieci suoi colleghi hanno dichiarato di voler intentare un processo di impeachment contro il premier, Tony Blair, a causa del preteso inganno perpetrato da quest'ultimo nei confronti del popolo britannico, con riguardo alle prove poste a fondamento della decisione di entrare in guerra con l'Iraq nel 2003. La proposta non è però mai arrivata alla fase del dibattito dinanzi alla House of Commons, e nel 2007 Blair si è dimesso, rendendo così irrilevante ulteriori sviluppi procedurali».

### Sudamerica
Il Brasile e il Paraguay sono stati gli unici paesi del Sudamerica a votare e ottenere la caduta del presidente, rispettivamente Fernando Collor de Mello e Fernando Lugo con un impeachment, nel 1992 e nel 2012. Nell'aprile del 2016 in Brasile la Camera dei deputati ha votato per l'apertura del procedimento per ottenere l'allontanamento della presidente Dilma Rousseff, avvenuta poi nel successivo 31 agosto ad opera del Senato.

### Italia
Nell'ordinamento italiano la messa in stato d'accusa del Presidente della Repubblica è prevista dall'articolo 90 della Costituzione, secondo il quale il capo dello Stato può essere chiamato a giudizio per rispondere delle proprie azioni in caso di alto tradimento o di attentato alla Costituzione.
In tali casi, lo stato di accusa è formulato dal Parlamento in seduta comune, a maggioranza assoluta dei suoi componenti, mentre l'organo giudicante è la Corte costituzionale, integrata per l'occasione da sedici ulteriori membri, estratti a sorte da un elenco di cittadini aventi i requisiti per l'eleggibilità a senatore. Tale lista viene compilata ogni nove anni dal Parlamento in sede di nomina dei 5 giudici della Corte spettanti alla suddetta istituzione.
In Italia si è fatto uso del termine inglese "impeachment" in occasione del tentativo (o di semplici dichiarazioni in tal senso), da parte di alcune forze parlamentari, di attivare tale procedura contro i Presidenti della Repubblica Giovanni Leone (nel 1978), Francesco Cossiga (nel 1991), Giorgio Napolitano (nel 2014) e Sergio Mattarella (nel 2018). Questa estensione del termine inglese a realtà politiche e costituzionali diverse da quella statunitense spesso è tecnicamente impropria, perché ogni ordinamento ha le sue peculiarità e va ascritta alle tendenze e alle mode del linguaggio politico e giornalistico.

### Stati Uniti d'America

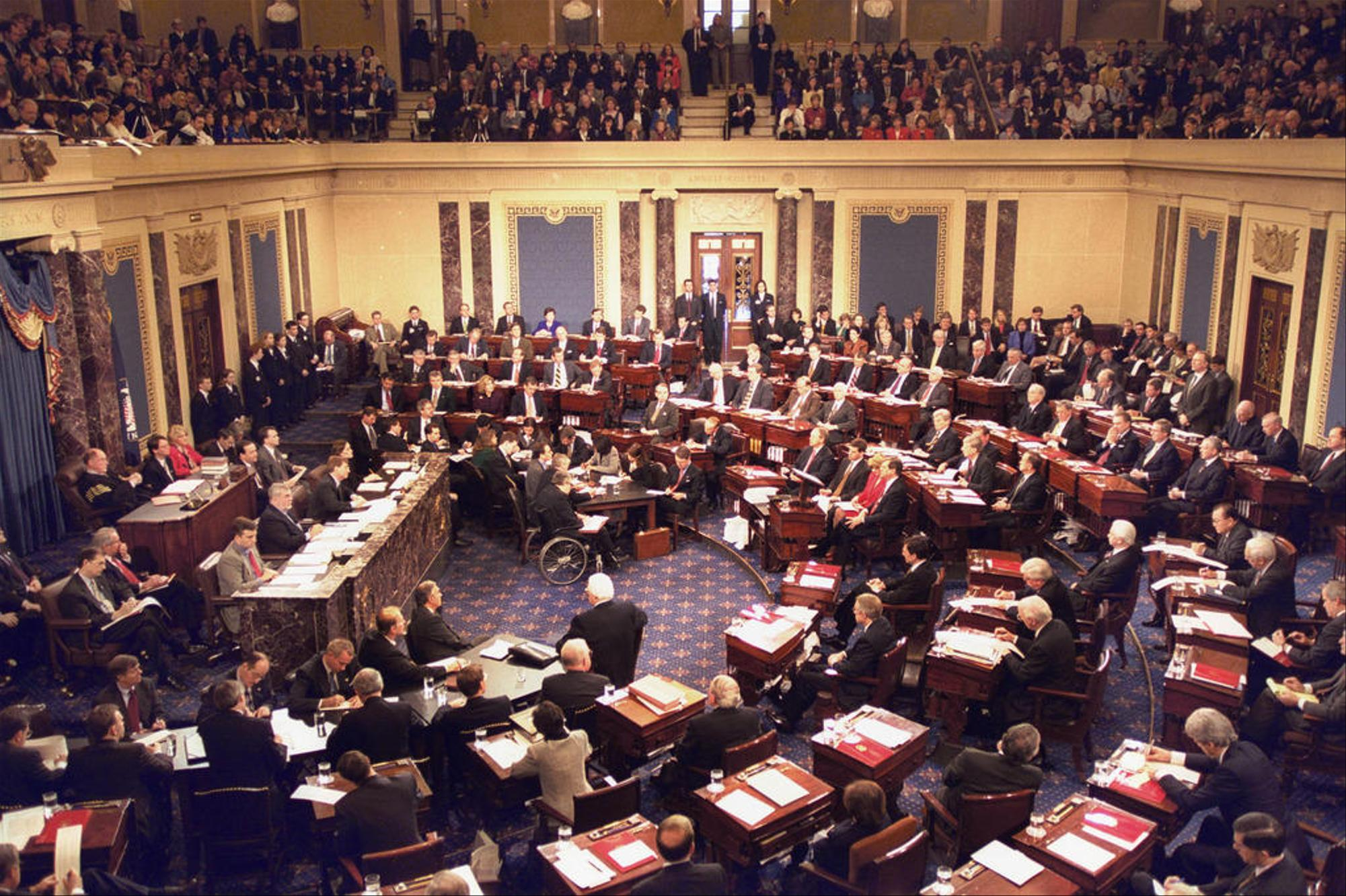
L'impeachment a Bill Clinton nel 1999

Negli Stati Uniti d'America, l'istituto dell'impeachment, nella maggior parte dei casi, è stato usato per rimuovere membri del potere giudiziario. Da questo punto di vista, il primo episodio è stato quello del giudice federale Timothy Pickering (1804). L'impeachment dei giudici è necessario perché la Costituzione statunitense fissa il principio della lifetime tenure (durata vitalizia della carica), perciò l'impeachment è l'unico modo per destituirli. Prima del caso Pickering, il Congresso aveva discusso la possibilità di sottoporre a impeachment un senatore, William Blount (1797), accusato di aver tramato contro gli interessi del Paese in alcune trattative diplomatiche con la Francia da un lato e con alcune nazioni nativo americane dall'altro. Il Congresso degli Stati Uniti però decise di non procedere con l'impeachment; da quel momento si esclude che un parlamentare rientri fra i soggetti passivi, dato che i due rami del Parlamento statunitense dispongono di altri strumenti per rimuovere un suo membro e la costituzione si riferisce chiaramente ai membri dell'esecutivo, non del corpo legislativo.
Per quanto concerne invece i componenti dell'esecutivo, sono stati sottoposti a impeachment i Presidenti democratici Andrew Johnson (1868) e Bill Clinton (1998). Non si può invece propriamente parlare di impeachment per il caso di Richard Nixon (1973, per lo scandalo Watergate), poiché le sue dimissioni chiusero la procedura prima che venisse avviata formalmente.
Andrew Johnson, che era stato vice di Abraham Lincoln e lo aveva sostituito dopo il suo assassinio (1865), fu sottoposto all'impeachment per alcuni supposti abusi nell'esercizio dei suoi poteri, nel quadro di un conflitto senza esclusione di colpi con il Congresso. Johnson era contrario alla politica fortemente punitiva che il Congresso, conclusa la guerra di secessione americana (1861-1865), stava intraprendendo contro gli Stati del sud; si salvò per un solo voto, ma il partito democratico a cui apparteneva non lo ricandidò più.
Bill Clinton ha subito l'impeachment per aver mentito sulla sua relazione con una giovane stagista della Casa Bianca, Monica Lewinsky (da qui uno dei capi d'imputazione, lo spergiuro), e inoltre per aver ostacolato la giustizia, in particolare a causa delle pressioni esercitate su alcuni collaboratori affinché non emergesse la verità. La tesi che ha prevalso, nell'opinione pubblica e nel Congresso, è stata che questi comportamenti attenevano più alla sfera privata che a quella pubblica del Presidente; perciò il Senato lo ha assolto con apposito voto il 12 febbraio 1999.
Donald Trump fu messo ufficialmente sotto accusa una prima volta nel 2019 per caso di abuso di potere, e una seconda volta nel 2021 per istigazione all'insurrezione, in seguito all'assalto al Campidoglio degli Stati Uniti d'America del 2021. In questo modo, Trump diventa il primo Presidente sottoposto a due procedure di impeachment nella storia del Paese.

### Corea del Sud
Dalla Sesta Repubblica di Corea fondata nel 1987, sono stati sottoposti a impeachment, da parte dell'Assemblea Nazionale, tre presidenti e un presidente ad interim.
Nel 2004, l'impeachment del presidente Roh Moo-hyun fu annullato dalla Corte Costituzionale.
Nel 2016, in seguito a uno scandalo, l'impeachment della presidente Park Geun-hye fu successivamente confermato, il 10 marzo 2017, dalla Corte stessa.
Nel 2024, in seguito all'ingiustificata dichiarazione della legge marziale del 3 dicembre, il presidente Yoon Suk-yeol fu ufficialmente messo in stato di accusa il 14 dicembre e rimosso dall'incarico. Il capo del governo Han Duk-soo, che assunse la carica di presidente ad interim, fu a sua volta messo in stato di accusa il 27 dicembre. Le funzioni di capo dello stato ad interim sono state assunte dal ministro delle Finanze Choi Sang-mok.